# Singa (Mõniste)
Singa – wieś w Estonii, w prowincji Võru, w gminie Mõniste.